# Everett-földirigó
Az Everett-földirigó (Zoothera everetti)  a madarak osztályának verébalakúak (Passeriformes) rendjébe és a rigófélék (Turdidae) családjába tartozó faj.
A magyar és tudományos nevét Alfred Hart Everett brit természettudós tiszteletére kapta.

## Előfordulása
Malajzia területén honos. Borneó endemikus faja, a sziget Malajziához tartozó részén él, Sabah állam és Sarawak állam északi részén.
Lombhullató erdők lakója.

## Szaporodása
Fészkét az aljnövényzet közé készíti.